# DJ Shadow
DJ Shadow, właśc. Josh Davis (ur. 29 czerwca 1972 w Hayward) – amerykański muzyk-turntablista, twórca muzyki trip-hopowo elektronicznej. Łączy w swoich utworach elementy m.in. muzyki funk, rocka, hip-hopu, jazzu, soulu, ambientu.

## Dyskografia

### Albumy
- Endtroducing..... (1996)
- Preemptive Strike (1998)
- Psyence Fiction z Unkle (1998)
- The Private Press (2002)
- The Private Repress (2003)
- In Tune and On Time (2004)
- The Outsider (2006)
- The Less You Know The Better (2011)
- The Mountain Will Fall (2016)
- Our Pathetic Age (2019)[1]

### Single
- Lifer's Group/DJ Shadow : "The Real Deal (Shadow Remix)"/"Lesson 4" (1991)
- Asia Born/DJ Shadow : "Send Them"/"Count and Estimate (Dub)"/"Hip-Hop Reconstruction from the Ground Up" (1993)
- Chief Xcel/DJ Shadow : "Fully Charged on Planet X"/"Hardcore (Instrumental) Hip-Hop, *Bonus Scratchapella, Last Stop (Bonus Beat) (?)
- What Does Your Soul Look Like (1995)
- Flux / Hindsight (1995)
- Midnight In A Perfect World (1996)
- Stem (1996)
- High Noon (1996)
- Miami Bass Mix (1998)
- Dark Days (2000)
- You Can't Go Home Again (2002)
- Six Days (2002)
- The Private Repress (2003)
- Dimishing Returns (2003)
- Mashin' on the Motorway / Walkie Talkie (2003)
- Radiohead - The Gloaming (DJ Shadow Mix) (2004)
- In Tune On Time (2004)
- Keane - We Might As Well Be Strangers (DJ Shadow vs. Keane Mix) (2005)

DVD
- Six Days
- Mashin' on the Motorway / Walkie Talkie
- In Tune and On Time